# ヘニッジ・フィンチ (第5代ウィンチルシー伯爵)
第5代ウィンチルシー伯爵ヘニッジ・フィンチ（英語: Heneage Finch, 5th Earl of Winchilsea FSA 1657年1月3日 – 1726年9月30日）は、イギリスの貴族、政治家。

## 生涯
1657年1月3日、第3代ウィンチルシー伯爵ヘニッジ・フィンチとメアリー・シーモア（Mary Seymour）の次男として生まれた。
1676年から1677年にかけてフランスとイタリアを旅した後、1682年に大尉としてコールドストリームガーズに入隊、1687年に中佐に昇進した。また、1683年よりヨーク公爵ジェームズの寝室宮内官になり、ヨーク公爵が1685年にジェームズ2世および7世として国王に即位した後も留任した。
1685年イングランド総選挙でジェームズ2世の指名候補としてハイス選挙区で当選、1688年の名誉革命では父がウィリアム3世側で関与したが自身はジェームズ2世を支持、1690年にはフランスへの逃亡を試みて捕らえられた。以降は甥の第4代ウィンチルシー伯爵チャールズ・フィンチとともにイーストウェルに住み、そこで骨董趣味に没頭したが、1701年、1705年、1710年の3度にわたって選挙で立候補、いずれも敗北に終わっている。
1712年8月14日に甥チャールズが死去すると、ウィンチルシー伯爵とその従属爵位を継承した。しかし、彼はアン女王への忠誠の誓いを拒否して貴族院に登院しなかった。
1724年、ロンドン考古協会副会長に就任した。1726年9月30日に死去、子供をもうけなかったため異母弟ジョンが爵位を継承した。

## 家族
1684年5月14日、アン・キングスミル（Anne Kingsmill、1720年8月5日没、ウィリアム・キングスミルの娘）と結婚したが、2人の間に子供はいなかった。